# 1569
1569 је била проста година.

## Догађаји

### Јануар
- 11. јануар — У Енглеској је, под патронатом краљице Елизабете I, у катедрали Светог Павла у Лондону први пут организована лутрија.

### Јул
```
1. јул
 — Закључена је 
Лублинска унија
 којом су се ујединиле 
Литванија
 и 
Пољска
 у 
Државна заједница Пољске и Литваније
.
```